# Хурамшин, Ямалетдин Хурамшинович
Ямалетдин Хурамшинович Хурамшин (1877—1937) — депутат Государственной Думы Российской империи I созыва от Уфимской губернии. Конституционный демократ. В 1914 году принимал участие в работе мусульманского съезда в Петербурге.
По национальности: в справочнике о депутатах I Думы значится башкиром, в следственных материалах НКВД и в Книге Памяти Томской области — татарин.
Мулла деревни Караново. Законоучитель нескольких магометанских школ. До и после депутатства — ахун города Белебей. В период первой мировой войны исполнял обязанности полкового муллы.
Согласно «Именному списку преподавателей вероучения» при Красной мечети Томска, Ямалетдин Хурамшин занимал должность муллы с 1924 года. Проживал в доме по улице Источная, 10, что в Заисточье — татарской слободе Томска. 27 ноября 1926 года на мусульманском съезде в Красной мечети мулла Хурамшин читал доклад о своей поездке на Всероссийский мусульманский съезд в Уфу, рассказывал о впечатлениях восьми советских паломников, совершивших хадж в Мекку.

## Обучение
Учился в медресе в деревне Килимовой (сейчас — Килимово).
Держал экзамен на должность муллы при Белебеевском городском училище.

## Судьба после 1917 года
Его судьба в Советской России до недавнего времени была неизвестной. Почти все справочники о дате смерти Хурамшина ставили знак вопроса.
Недавние публикации архивов НКВД раскрыли неизвестные детали его жизни. Книга памяти Томской области написала о Хурамшине:

Родился в 1873 г., Уфимская губ., Белебеевский уезд, д. Караново; татарин; образование среднее; б/п; артель им. А.Бабаева, дежурный охраны. Проживал: Узбекистан, Ташкент.
Арестован 28 сентября 1937 г.
Приговорен: 8 декабря 1937 г., обв.: к-р военно-троцкистская организация.

Приговор: расстрел Расстрелян 19 декабря 1937 г. Реабилитирован 7 апреля 1959 г.— http://lists.memo.ru/d35/f159.htm
Хурамшин жил в конце жизни в Ташкенте, куда переехал, спасаясь от репрессий. Работал в ташкентской артели имени Бабаева дежурным охраны. 28 сентября 1937 года в возрасте 64 года был арестован по делу о мусульманской подпольной организации Гаскери Уешма. Хурамшину инкриминировали руководство томской ячейкой «Гаскери Уешма».
«Постановление Томского городского отдела НКВД о привлечении к уголовной ответственности Я. Хурамшина за принадлежность к националистической повстанческой организации»:

Я, РОМАНОВ — нач. 3 отд. Томского ГО НКВД Управления Государственной Безопасности УНКВД по Запсибкраю, рассмотрев следственный материал по делу № 12812 и приняв во внимание, что гр. Хурамшин Ямалетдин, 1873 г. рождения, уроженец деревни Карановой, быв. Билибейского уезда, быв. Уфимской губернии, б/п, по национальности татарин, имеет среднее образование, в прошлом сын торговца — мулла, член государственной думы. В 1930 г. арестовывался органами ОГПУ-НКВД по ст. 58-10 УК, проживает в г. Ташкенте.
Достаточно изобличается в том, что является членом к-р националистической военно-повстанческой организации, активно участвует в к-р деятельности этой организации, направленной на формирование вооруженных отрядов для борьбы с советской властью и поднятие восстания в момент действия Японии и Германии против СССР с целью свержения советской власти и установления военной диктатуры, выражающей интересы татарской буржуазии.
ПОСТАНОВИЛ: гр. ХУРАМШИНА привлечь в качестве обвиняемого по ст. 58-2-6-9-10-11 УК РСФСР, мерой пресечения способов уклонения от следствия и суда избрать содержание под стражей в местах заключения, подведомствен, органам НКВД.

Нач. 3-го отд. Томского ГО НКВД— http://insibir.com/povstanets-ya-huramshin
Хурамшина этапировали сначала в Новосибирск, а затем 4 декабря перевели в распоряжение томского горотдела НКВД фотодокумент НКВД.
Бывшего депутата Государственной думы Ямалетдина Хурамшина казнили 19 декабря 1937 года. Реабилитирован 7 апреля 1959 года.